# MAGIX Music Maker
MAGIX Music Maker — программа для создания и записи музыки в домашних условиях, разработанная немецкой компанией Magix Software. Часть интерфейса Music Maker заимствована у программы Samplitude, которая является профессиональной звуковой рабочей станцией, в то время как Music Maker ориентирована в основном на начинающих музыкантов. С момента выпуска первой версии Music Maker в 1994 году было продано более одного миллиона лицензий, что сделало её одной из самых успешных программ для создания музыки в Европе. Цена лицензии от 60$.
Корректно работает на Windows 7, Windows 8, Windows 10, Windows 11.

## Минимальные требования
Центральный процессор: 2GHz;
Оперативная память: 2 Гигабайт;
Видеокарта: встроенная, с минимальным разрешением 1280 x 768;
Звуковая карта: встроенная;
Свободное место на жёстком диске: 9 Гигабайт.

## Поддерживает файлы форматов
- Audio импорт/экспорт: WAV, MP3, OGG Vorbis, WMA, Quick Time, MIDI, FLAC;
- Video импорт/экспорт: AVI, MXV, WMV;
- Photo импорт/экспорт: BMP, JPG;
- Other: импорт/экспорт audio CD дисков.

### Обзоры
- Magix Music Maker 2015 Premium review - Magix continues to lose its spark  (англ.)
- Magix Music Maker - программа для начинающих и не только...